# Clitarc (historiador)
Clitarc (en llatí Cleitarchus, en grec antic Κλείταρχος "Kleitarkhos") fou un historiador grec fill del també historiador Dinó, segons Plini el Vell.
Va acompanyar a Alexandre el Gran en la seva expedició, i en va escriure una història. El seu relat va ser molt útil a Quint Curci Ruf per la seva obra, encara que Curci Ruf només el cita una vegada en un passatge que difereix del de Clitarc, i a més el censura per la seva inexactitud. Ciceró diu que l'obra era molt lleugera, i en un passatge explica que l'obra de Clitarc, sobretot la descripció de la mort de Temístocles, semblava més una novel·la que una història. Quintilià diu que la seva capacitat com a escriptor era més gran que la seva veracitat. El citen també Plutarc, Ateneu de Naucratis i Estrabó.
Un Clitarc mencionat repetidament per Ateneu de Naucratis, autor d'una obra sobre paraules estrangeres (γλῶσσαι), seria una altra persona.